# Distrito de Bydgoszcz
Bydgoszcz (polaco: powiat bydgoski) es un distrito (powiat) del voivodato de Cuyavia y Pomerania (Polonia). Fue constituido el 1 de enero de 1999 como resultado de la reforma del gobierno local de Polonia aprobada el año anterior. Su sede administrativa es Bydgoszcz, aunque la ciudad no forma parte de él y por sí misma es otro distrito distinto. Además de con dicha ciudad, limita con otros ocho distritos de Cuyavia y Pomerania: al noroeste con Sępólno, al norte con Tuchola, al nordeste con Świecie y Chełmno, al este con Toruń, al sur con Inowrocław, al suroeste con Żnin y al oeste con Nakło; y está dividido en ocho municipios (gmina): dos urbano-rurales (Koronowo y Solec Kujawski) y seis rurales (Białe Błota, Dąbrowa Chełmińska, Dobrcz, Nowa Wieś Wielka, Osielsko y Sicienko). En 2011, según la Oficina Central de Estadística polaca, el distrito tenía una superficie de 1394,12 km² y una población de 104 624 habitantes.